# Gotthard Günther
Gotthard Günther (* 15. Juni 1900 in Arnsdorf, Landkreis Hirschberg, Provinz Schlesien; † 29. November 1984 in Hamburg) war ein deutscher Philosoph und Logiker.
Günther entwarf einen über den klassisch zweiwertigen (aristotelischen) Logikkalkül hinausgehenden Kalkül, die Polykontexturale Logik (kurz PKL). Die polykontexturale Logik benötigt eine Morphogrammatik genannte prä-logische Theorie der Form. Den Notationsrahmen für beide liefert die ebenfalls von Günther entwickelte Kenogrammatik. PKL, Morpho- und Kenogrammatik bilden die sogenannte Polykontexturalitätstheorie. Günthers Ausgangspunkt für die Entwicklung dieser Theorie ist eine fundamentale philosophisch-wissenschaftstheoretische Kritik der auf strikter Identitätsontologie basierenden klassischen (mono-kontexturalen) Standard- sowie Nicht-Standard-Logikkalküle.

## Leben

### Studium
Günther wuchs in einem Pastorenhaus in Oberschlesien auf und kam schon früh in Kontakt mit Werken der klassischen Bildung. Er studierte neben Philosophie auch Indologie, klassisches Chinesisch, Sanskrit und vergleichende Religionswissenschaften. Er erwarb im Mai 1933 den Doktorgrad bei Eduard Spranger. Die erweiterte Dissertation Grundzüge einer neuen Theorie des Denkens in Hegels Logik erschien im selben Jahr bei Felix Meiner. Seine jüdische Frau Marie Günther, geb. Hendel, verlor nach der Machtergreifung der Nationalsozialisten ihre Stelle als Lehrerin und ging nach Italien. Am Vigiljoch, oberhalb von Lana, war sie im November 1933 Mitbegründerin des Alpinen Schulheims am Vigiljoch. Gotthard Günther war ebenfalls an dieser Schule für kurze Zeit als Lehrer tätig, nachdem auch er Deutschland verlassen hatte.
Günther verlor 1935 sein Stipendium und nahm eine Assistentenstelle bei dem um vier Jahre jüngeren Arnold Gehlen an, der soeben nach Leipzig berufen worden war. Günther gehörte also zum Umfeld der Leipziger Schule der Soziologie. Günther war, anders als die Leipziger Gehlen oder Helmut Schelsky, der mit Günther 1937 das Buch Christliche Metaphysik und das Schicksal des modernen Bewußtseins veröffentlichte, nie Nationalsozialist.

### Emigration
1937 emigrierte das Ehepaar Günther von Italien aus nach Südafrika, und von dort 1940 in die USA. Günther erhielt ein Forschungsstipendium und arbeitete an der Widener Library der Harvard-Universität in Cambridge, Massachusetts. In dieser Zeit entwickelt sich eine Freundschaft zu dem ebenfalls in Cambridge lebenden Ernst Bloch.
1945 begann Günther seine Arbeiten der reflexionstheoretischen Interpretation mehrwertiger Logiken, die ihn zur Entwicklung seiner Stellenwertlogiken führten, die er später auch als „ontologisches Ortswert-System“ bezeichnet. Das Ehepaar Günther nahm 1948, acht Jahre nach der Immigration, die amerikanische Staatsbürgerschaft an. Günther lernte den Schriftsteller John W. Campbell kennen, der ihn auf die Bedeutung der amerikanischen Science-Fiction-Literatur aufmerksam machte.
1952 gab Günther im Karl Rauch Verlag (Düsseldorf) eine von ihm kommentierte vierbändige Reihe Rauchs Weltraum-Bücher ausgesuchter amerikanischer Science-Fiction-Literatur heraus, Autoren u. a.: Isaac Asimov (Ich, der Robot), John W. Campbell (Der unglaubliche Planet), Jack Williamson (Wing 4), Lewis Padgett u. a. (Überwindung von Raum und Zeit, Kurzgeschichtensammlung). In diesem Jahr erhielt er auf Vorschlag von Kurt Gödel einen Forschungsauftrag der Bollingen Foundation.
1953 bis 1955 erschienen erste Veröffentlichungen Günthers in den USA über logisch-metaphysische Themen. Da die Aufsätze von einschlägigen philosophischen Fachzeitschriften in den USA abgelehnt wurden, publizierte Günther diese Arbeiten in einer umgeschriebenen, auch für interessierte Laien verständlichen Form in den US-Science-Fiction-Magazinen „Astounding Science Fiction“, später umbenannt in „Analog“, und „Startling Stories“: Can Mechanical Brains Have Consciousness? (Startling 1953), The Logical Parallax (Astounding 1953), Achilles and the Tortoise (Astounding 1954), Aristotelian and Non Aristotelian Logic (Startling 1954), The Seetee Mind (Startling 1954), The Soul of a Robot (Startling 1955), The Thought Translator (Startling 1955).

### Wissenschaftlich-philosophische Leistungen
1957 erschienen einige der maßgeblichen Arbeiten Gotthard Günthers: Das Bewusstsein der Maschinen – Eine Metaphysik der Kybernetik, und Metaphysik, Logik und die Theorie der Reflexion sowie im Jahr 1959 Idee und Grundriss einer Nicht-Aristotelischen Logik.
1960 lernte Günther einen der Väter der Kybernetik, den Neurophysiologen Warren Sturgis McCulloch, kennen, eine Bekanntschaft von entscheidender Bedeutung für Günthers weitere Forschungsarbeiten. Sie hatte nicht nur den Beginn einer tiefen Freundschaft zu dem Begründer der Kybernetik und der modernen Neuroinformatik zur Folge, sondern auch Günthers Anstellung an dem von Heinz von Foerster geleiteten Biological Computer Laboratory (BCL), das zum Department of Electrical Engineering der University of Illinois in Urbana gehört und an dem Wissenschaftler wie Gordon Pask, Lars Löfgren, W. Ross Ashby und Humberto Maturana wirkten.
Ebenfalls 1960 sprach Günther in einem Brief an Kurt Gödel erstmals von seiner „Entdeckung einer Generalisierung seines Stellenwertsystems“. Insofern markiert dieser Zeitpunkt zugleich auch den Beginn einer Theorie nebengeordneter Zahlen, eine Idee, die offensichtlich auch McCulloch im Jahre 1945 in seiner – heute kaum wahrgenommenen – Arbeit A Heterarchy of Values Determined by the Topology of Nervous Nets vorgeschwebt haben muss. Es ist bekannt, dass sich McCulloch mit der Erweiterung des klassischen Logikkalküls beschäftigt hat. Welche Bedeutung Günther selbst dieser Begegnung beimaß, kann der Laudatio, Number and Logos – Unforgettable Hours with Warren S. McCulloch, dem Nachruf zum Tode seines Freundes 1969 entnommen werden.
Von 1961 bis 1972 hatte Gotthard Günther eine Forschungsprofessur am BCL inne. In dieser Zeit entstanden die wesentlichen Konstruktionselemente der Polykontexturalitätstheorie. Günther stieß im Zuge der Erforschung reflexiver Stellenwertsysteme, d. h. polykontexturaler Logikkalküle auf das Problem der morpho- und der kenogrammatischen Strukturen, die er der Öffentlichkeit in Arbeiten wie Cybernetic Ontology and Transjunctional Operations (op. Dialektik, Bd. 1), Das metaphysische Problem einer Formalisierung der transzendental-dialektischen Logik (op. Dialektik, Bd. 1), Logik, Zeit, Emanation und Evolution (op. Dialektik, Bd. 3) oder Natural Numbers in Trans-Classic Systems (op. Dialektik, Bd. 2) vorstellte.
Durch seine Emeritierung im Jahr 1972 beendete Günther seine Tätigkeit am BCL. Er siedelte nach Hamburg über und hielt an der dortigen Universität bis zu seinem Tod 1984 Vorlesungen über Philosophie; sowie Vorträge in West-Berlin und an der Akademie der Wissenschaften in Ost-Berlin.
1975 erschien Günthers Autobiographie „Selbstdarstellung im Spiegel Amerikas“, in der er ein erstes Resümee seiner Arbeiten zog. Seine Bemühungen um eine stellenwertige reflexive Logik und Arithmetik kulminierten in seiner „Theorie der Polykontexturalität“, – einer Theorie, die er den klassischen (monokontexturalen) Standard- und Nicht-Standard-Logik-Systemen sowie der klassischen Arithmetik entgegenstellte.
Auf dem Hegel-Kongress 1979 in Belgrad begründete Günther eine allgemeine „Theorie der Negativsprachen“ unter dem Titel Identität, Gegenidentität und Negativsprache als Komplement zu den herkömmlichen gegenstandsbezogenen, positiven Wissenschaftssprachen.
Am 29. November 1984 starb Gotthard Günther in Hamburg. Er wurde (wie später auch seine Frau Marie Günther) auf dem dem Ohlsdorfer Friedhof benachbarten Jüdischen Friedhof Ohlsdorf in Hamburg beigesetzt. Sein wissenschaftlicher Nachlass ist im Besitz der Stiftung Preußischer Kulturbesitz und befindet sich in der Handschriftenabteilung der Staatsbibliothek zu Berlin.

## Wirken

### Zur Theorie der Polykontexturalität
Die von Gotthard Günther entworfene Polykontexturalitätstheorie stellt eine formale Theorie dar, die es ermöglicht, komplexe, selbstreferentielle Prozesse, die charakteristisch für alle Lebensprozesse sind, nicht-reduktionistisch und logisch widerspruchsfrei zu modellieren. In seinen Arbeiten entwirft er einen parallel-vernetzten Kalkül, den er als Polykontexturale Logik (PKL) in die Wissenschaft einführt.
Die grundlegende Idee dieses Kalküls ist es, einzelne Logiksysteme, die er als Kontexturen bezeichnet, über neue, von ihm eingeführte Operatoren vermittelnd miteinander zu verknüpfen. Die PKL zeichnet sich durch Distribution und Vermittlung verschiedener logischer Kontexturen aus, wobei innerhalb einer Kontextur – also intra-kontextural – alle Regeln der klassischen Aussagenlogik strikt gelten, während inter-kontextural – also zwischen den Kontexturen – neue Operationen, die es klassisch nicht gibt, eingeführt werden. Damit wird es möglich, selbstreferentielle Prozesse logisch widerspruchsfrei nicht nur zu modellieren, sondern auch prinzipiell einer Implementierung zuzuführen.
Für die Distribution und Vermittlung der logischen Kontexturen wird eine spezielle prä-logische Theorie benötigt, die Günther unter dem Namen Morphogrammatik eingeführt hat. Günther wies die morphogrammatische Unvollständigkeit der klassischen Aussagenlogik nach und stieß damit auf die Notwendigkeit, den kenogrammatischen Unterbau der Logik prinzipiell zu erweitern, um eine Generalisierung der Logik vollziehen zu können. Die sich daraus ergebende kenogrammatische Theorie, die Kenogrammatik, stellt dabei eine Theorie dieser Leerstellengebilde dar.
In der Günther’schen Konzeption bildet die Kenogrammatik den Notationsrahmen der Morphogrammatik sowie der Polykontexturalen Logik.
Die Kenogrammatik stellt einen Bereich des Formalen dar, der allen klassischen Logik- und Formkonzeptionen vorangeht. Sie bedeutet eine Strukturtheorie, die noch nicht durch die Differenz von Form und Inhalt belastet ist. In ihr ist insbesondere das logische und semiotische Identitätsprinzip nicht gültig.
Die Polykontexturalitätstheorie umfasst sowohl die PKL als auch Morpho- und Kenogrammatik und stellt die Basis für eine standpunktabhängige Systemtheorie, eine Theorie der Qualitäten oder allgemein für eine Theorie der Subjektivität dar.
Eine – allerdings monokontexturale – kritische Analyse der Morphogrammatik und deren Einbettung in Naive Mengenlehre legte S. Heise vor.
Eine ausführliche Darstellung findet sich in Thomas Mahler, Rudolf Kaehr: Morphogrammatik – Eine Einführung in die Theorie der logischen Form. In dieser umfangreichen Arbeit wird die mathematische Theorie der Morphogrammatik systematisch aus kenogrammatischen Konzepten, Strukturen und Operationen heraus entwickelt. An Heises Analyse bemängeln die Autoren, dass dort nur die erste Stufe einer Folge von Formalisierungsstufen einer allgemeinen Morphogrammatik betrachtet ist. "Selbst eine korrekte mengentheoretische Einbettung dieser ersten Stufe" habe "keine Aussagekraft bezüglich der allgemeinen Morphogrammatik".

### Zur Philosophie
Gotthard Günther stellt als Metaphysiker und Logiker unter den Philosophen des 20. Jahrhunderts in verschiedener Hinsicht eine Besonderheit dar. Er kann keiner philosophischen Schule direkt zugeordnet werden.

Als vom Geiste Preußens geprägter Rationalist wollte er das Studium der Geisteswissenschaften systematisch angehen, und so führten ihn seine Bestrebungen zunächst zur östlichen Philosophie. 

„Da die Entwicklung der indischen Kultur um ungefähr 400 Jahre vor der griechischen angesetzt werden muss und er die Geschichte der Philosophie chronologisch beginnen wollte, war es für ihn ganz selbstverständlich, sich vorerst mit den Anfängen der indischen Philosophie zu beschäftigen“

 So heißt es in seiner in der dritten Person geschriebenen Autobiographie Selbstdarstellung im Spiegel Amerikas. Hinzu kam das Studium des klassischen Chinesisch. Bei der Beschäftigung mit der abendländischen Philosophie 

„[…] entdeckte er dann, was für ihn die asiatische Philosophie langsam in den Hintergrund treten ließ, das Streben nach einer Exaktheit, die er […] in der indischen und chinesischen Philosophie vermisst hatte.“

Die Kritik der reinen Vernunft von Immanuel Kant hielt er für „den Gipfelpunkt aller Philosophie überhaupt“( S. 9), bis ihn sein akademischer Lehrer Eduard Spranger auf die Bedeutung Hegels aufmerksam machte, ein erster Wendepunkt in Günthers Denken, das von da an in der Tradition des deutschen Idealismus stand. Auch wenn er in seinen späteren Arbeiten weit über diesen hinausging, nahm er immer wieder interpretierenden Bezug zu Hegel, Schelling und auch Fichte, dessen Werk er durch Arnold Gehlens Schrift Theorie der Willensfreiheit für sich entdeckte. Insbesondere Schellings Naturphilosophie bildete die Basis für Günthers letzte Vorlesungen, die er, bereits über achtzig, an der Universität Hamburg hielt. Im Absatz von Kants Kritik der reinen Vernunft, der von der Amphibolie „der Reflexionsbegriffe“ und vom „transzendentalen Schein“ handelt, sah er den basalen Hinweis, „dass man ohne Dialektik nicht durchkommt“ – ein Hinweis, der ihn weiter zu Hegel und den anderen Idealisten führt.

„Was ist der Mechanismus, der den Schein produziert, der unser Denken immer wieder irritiert? und zwar in einer Art des Betrugs, der „unhintertreiblich“ ist, wie Kant wörtlich sagt. Der Schein entsteht, wenn ich über das Subjekt rede, denn ich kann nicht anders über das Subjekt reden, als dass ich es als Gegenstand nehme, das heißt, indem es Objekt für mich wird, und damit nicht mehr das ist, was es ist. Das Reden, Urteilen über ein Subjekt verkehrt es in sein Gegenteil. Selbst wenn ich diesen Schein für mich aufgedeckt habe, unterliege ich ihm weiter, kann nicht heraus aus ihm. [….] Kant war der kritische Wegbereiter, der das Problem aufgewiesen hat, Fichte und Hegel haben eine systematische Theorie darauf aufgebaut. Sie haben die Dialektik der Ding- und Selbsterfahrungen des Bewusstseins, des Verhältnisses von Subjekt und Objekt, Sein und Nichts, Wesen und Schein, Einheit und Vielheit usw. systematisch entwickelt.“

Aber Günthers Philosophie nimmt lediglich einen Ausgangspunkt beim deutschen Idealismus und bei der von ihm bearbeiteten prima philosophia, der Metaphysik. In einem Brief vom 23. Mai 1954 schrieb er an den Mathematiker und Logiker Kurt Gödel: 

„Ich bin – abgesehen von den Neo-Thomisten – so ziemlich der einzige Metaphysiker, der davon überzeugt ist, dass man heute nicht Metaphysik treiben kann, ohne die Ergebnisse der symbolischen mathematischen Logik vorauszusetzen. Und die symbolische Logik im Neo-Thomismus (Ivo Thomas z. B.) ist meiner Ansicht nach auf einem Irrweg. Es wird dort nämlich nicht zugegeben, dass der logische Positivismus überzeugend demonstriert hat, dass die klassische ontologische Metaphysik wissenschaftlich unhaltbar ist. Anstatt die Resultate der Logistik für eine neue Metaphysik zu verwenden, versucht man dort immer noch die mittelalterliche Kirchenmetaphysik (die Fundamentalontologie) mit mathematischer Logik zu beweisen. Auf der anderen Seite steht Heidegger, der erst kürzlich wieder die Logistik eine „Ausartung“, die sich mit einem „Schein der Produktivität“ umgibt, genannt hat. – Von diesen Leuten her, können meine Gedanken also keine Kontrolle erfahren. Ich muss mich also schon an mathematische Logiker wenden.“

Günther setzt sich hiermit in einen doppelten Gegensatz zu zweien seiner zeitgenössischen Philosophien. Zum einen zum deutschen Idealismus und seinen Epigonen wie Martin Heidegger, deren Ablehnung logisch-formaler Werkzeuge er scharf kritisierte, allerdings mit der Entschuldigung für Hegel und seine Zeitgenossen, dass adäquate formale Methoden Anfang des 19. Jahrhunderts noch nicht zur Verfügung standen. Zum anderen besteht ein Gegensatz zum logischen Positivismus, zum Neopositivismus und zu der heutigen analytischen Philosophie, deren formale Arbeiten er zwar ausdrücklich bejaht, aber deren prinzipielle Ablehnung der Beschäftigung mit metaphysischen Themen ebenfalls Günthers scharfe Kritik findet. 

„Es ist kindisch zu behaupten, man habe die klassische Metaphysik abgeschafft, solange man die Logik, die aus dieser Metaphysik entsprungen ist, immer noch als das Organon der eigenen Rationalität benutzt. Beharrt man bei der klassischen Logik, bleiben eben die Fragestellungen der alten Metaphysik bestehen, so sehr einem auch die bisher gegebenen Antworten missfallen. Das ist das gegenwärtige Verhältnis zwischen Idealismus und Materialismus: jede Seite hält die Antworten, die der Gegner auf die Rätselfragen der Philosophie gibt, für falsch; aber keiner Seite fällt es in ihrer Selbstgerechtigkeit ein, sich Rechenschaft darüber zu geben, ob nicht vielleicht, die ganze Fragestellung, aus der die Unversöhnlichkeit der Antworten entspringt, längst überholt ist.“

Günther bestätigte mit dieser Haltung, dass für ihn die Husserlsche Korrespondenz zwischen Logik und formaler Ontologie Gültigkeit hatte. Das hat er mit dem Husserl-Schüler Martin Heidegger gemeinsam. Methodisch sah er sich jedoch weniger in der Tradition Hegels als in der von Leibniz, des letzten abendländischen Philosophen, der sowohl in Philosophie und Metaphysik als auch in der Mathematik auf der Höhe des wissenschaftlichen Erkenntnisstandes seiner Zeit war.
Ausgehend von dem von Hegel vorgeschlagenen Thema der „reinen Sichselbstgleichheit im Anderssein“, das – als identitätstheoretisches Problem – auf dem Boden der Kant’schen Rationalität mit dem „Tertium non datur“ der klassischen Logik und mit den zur Verfügung stehenden formalen Werkzeugen nicht mehr zu bewältigen ist – der wesentliche Grund für den „im deutschen Idealismus so tief eingewurzelten Hass gegen den logischen Formalismus, der bei Hegel geradezu groteske Formen erreiche“, so Günther – unterzog er beginnend mit seiner Dissertation die der Logik zugrunde liegende abendländische Ontologiekonzeption einer strukturellen Analyse. In der eben nicht in die Affirmation zurückführenden zweiten Negation Hegels sah er das Hauptindiz dafür, dass die bisherige Ontologie strukturell zu arm ist, um den Relationenreichtum der Wirklichkeit auch nur annähernd abbilden zu können. Ihm gelang es, bei Hegel die Ansätze zu einer neuen formalen Struktur abzuheben und diese zunächst zu einem Stellenwertsystem auszubauen, in dem mehrere so genannte logische Domänen (Kontexturen) einander vermittelt sind. Der Begriff der „Polykontexturalen Logik“ entstand erst später, er ist auf den Anfang der siebziger Jahre zu datieren.
1959 bekam Gotthard Günther Kontakt zu dem Neurophysiologen und Vater der Kybernetik Warren S. McCulloch, der bereits 1945 nachgewiesen hatte, dass die Topologien bestimmter neuronaler Netze das Transitivitätsgesetz der klassischen Logik verletzen, ein Problem der formalen Beschreibung neuronaler Prozesse, das sich als isomorph zu im deutschen Idealismus behandelten philosophischen Problemen herausstellt. Die Begegnung mit McCulloch brachte über die Logik hinaus das Wesen der Zahl ins Spiel und führte Günther zur Entwicklung der Kenogrammatik und der dialektischen Zahlentheorie. Ihrer ontologischen Grunddaten entleert (kenos für leer) liefern diese Strukturen eine Option zur Selbstabbildung von Selbstreferenz, die qualitativ etwas völlig anderes darstellt, als der Versuch, Selbstreferentialität über rekursive Funktionen zu modellieren.
Im Jahr 2000 erschien aus dem Nachlass heraus und anlässlich von Günthers hundertstem Geburtstag die um 1954 entstandene und bislang unveröffentlichte Schrift Die amerikanische Apokalypse – Ideen zu einer Geschichtsmetaphysik der westlichen Hemisphäre. Ausgehend von der Entdeckung Amerikas, die er als geschichtsmetaphysisches Problem behandelte, nahm Günther vor allem Bezug zu Oswald Spenglers Der Untergang des Abendlandes, ein Werk, das ihn schon in seiner Jugend beeindruckt hatte, und unterzog die von Spengler angeregte zweistufige Kulturzyklentheorie einer fundamentalen Kritik, die er mit der Zukunftslosigkeit des Spenglerschen Konzeptes begründete. Amerika, vornehmlich die USA, stellte er als kommenden Treibriemen für die Entwicklung einer dritten menschheitsgeschichtlichen Stufe der planetaren Zivilisation dar, in der die bisherigen Hochkulturen die in der faustisch-abendländischen Kultur – dieser Terminus stammt von Spengler – und der in Amerika entwickelten Maschinentechnik und Kybernetik übernehmen und selbst – über Technik vermittelte – kulturelle Transformationen erfahren. Die Entwicklungen seit Beginn der achtziger Jahre, insbesondere im Kontext von Computer und Internet, scheinen Günther posthum recht zu geben. Amerika ist bei Günther ein Synonym für ein Durchgangsstadium, in dessen kulturellem Schmelztiegel der Mensch eine Reduktion auf das erfährt, was allen Menschen gemein ist und nicht zu den Spezifika der historisch vorangegangenen regionalen Hochkulturen gehört. „Was uns in der Maschine begegnet, ist gewesenes Leben, ist lebendiges Fühlen und alte Leidenschaft, die der Mensch nicht gescheut hat, dem Tode der Objektwelt zu übergeben. Nur dieser Tod ist das Tor zur Zukunft. Die Geschichtsperspektive Spenglers mit dem Rückfall der Menschheit in den Bios ist die Perspektive der Kraftlosigkeit […]“ heißt es in Günthers Aufsatz Maschine, Seele und Weltgeschichte.

### Technikphilosophie
Damit wird Gotthard Günther zu dem Philosophen der Technik, dessen Auffassung des Themas jenseits der Gehlen’schen Interpretation des Menschen als Mängelwesen steht, das seine Technik lediglich benutzt, um ebendiese Mängel zu kompensieren. Eine zu Günther ähnliche Sicht auf die Technik findet sich im Werk Vilém Flussers, das jedoch eher essayistisch angelegt ist und nicht auf formalen Analysen der abendländischen Ontologiekonzeption aufbaut.
In der Technik zeigte sich für Günther das Problem der Subjektivität als Prozess aktiver Willensäußerung (Volition) im Gegensatz zur Subjektivität als Prozess des Erkennens (Kognition) sowie das der dialektischen Verschränkung beider. „Die Technik ist die einzige historische Gestalt, in der das Wollen sich eine allgemein verbindliche Gestalt geben kann“.
Im Gegensatz zum deutschen Idealismus wurde damit das Problem der Subjektivität für Günther zu einem Problem des Diesseits. Er stellte sich damit in die Nähe des dialektischen Materialismus. Ein weiterer Gegensatz ergibt sich zum heute in der Philosophie des Geistes gepflegten Kompatibilismus oder weichen Determinismus.

„An dieser Stelle soll hervorgehoben werden, dass es eigentlich nicht richtig ist, von zwei Kausalketten zu sprechen – eine entsprungen im unbelebten Objekt und die andere im Lebendigen – und zwar deshalb, weil alle lebendigen Systeme ursprünglich aus eben der Umwelt aufgetaucht sind, von der sie sich dann selbst abgeschirmt haben. In der Tat gibt es nur eine Kausalkette, entsprungen aus und sich ausbreitend durch die Umwelt und zurückreflektiert in diese Umwelt durch das Medium des lebenden Systems. Das Gesetz der Determinierung drückt sich dabei jedoch in zwei unterschiedlichen Modalitäten aus. Wir müssen zwischen irreflexiver und reflexiver Kausalität unterscheiden. Damit meinen wir, dass die Kausalkette auf ihrem Weg durch ein lebendes System eine radikale Veränderung ihres Charakters erfährt.“

Das dialektische Problem der Verschränkung von Freiheit und Notwendigkeit, resp. Wollen und Erkennen, identifizierte Günther als das Problem einer Rückkopplungsschleife zwischen Subjekt und Objekt, resp. objektiver Umwelt, jedoch von einem Komplexitätsgrad, der bislang technisch realisierte Rückkopplungsschleifen weit übersteigt. Der Streit um die Freiheit des Willens ist vor dem Hintergrund der Günther’schen Philosophie obsolet.

„Ein Willensakt eines Subjektes beinhaltet eine viel höhere strukturelle Komplexität als wir sie in der physischen irreflexiven Kausalität im Objektbereich beobachten. […] Nehmen wir jedoch an, dass die Realität als Integration von Objektivität und Subjektivität voll determiniert ist, dann können wir sagen, dass die Kausalität der objektiven Kontextur des Universums eine Rückkopplungsschleife durch die Subjektivität hindurch zurück in die Umwelt bildet. Mit solchen Aussagen müssen wir jedoch sehr vorsichtig sein, weil die Rückkopplung, auf die wir uns beziehen, eine viel höhere strukturelle Komplexität aufweist als jene Rückkopplung, die wir in physischen Systemen beobachten.“

Günther sah jedoch die Möglichkeit des technischen Zugriffs auf solche Rückkopplungsschleifen gegeben: 

„Für das weltanschauliche Bewusstsein einer kommenden Kulturstufe wird also der Kausalnexus nicht mehr wie für uns das einzige Realitätsschema sein, in dem sich Wirklichkeitsvorgänge abspielen.“

Aber im Hinblick auf die technische Realisierung von Bewusstseinsfunktionen sagte er ganz klar, dass ein Ingenieur lediglich in der Lage sein werde, 

„eine Maschine zu bauen, die Subjektivität resp. Bewußtseinsfunktionen leistet. Wohlgemerkt: leistet, und nicht eine, die Bewußtseinsfunktionen hat! Eine Maschine, die Bewußtsein hat, ist eine contradictio in adjecto. Das gilt nicht nur für die klassische Tradition unseres Denkens, sondern auch für alle künftige transklassische Maschinentheorie.“

Gotthard Günthers Verdienst besteht darin, gezeigt zu haben, dass eine transklassische Logik als formaler Kalkül, mit dem man rechnen kann, machbar ist. Darüber hinaus erhob er den Anspruch, die Dialektik der Zahl entdeckt zu haben. Er selbst bezeichnete seine Lebensarbeit als unvollendet, als work in progress, wie er gegenüber seinem Laudator zum achtzigsten Geburtstag, Willy Hochkeppel, in Die Zeit freimütig zugab. Günther war Rationalist. Demzufolge und angesichts der Tatsache, dass er formal und inhaltlich gezeigt hat, dass dialektischer Materialismus und dialektischer Idealismus nur die sich spiegelnden ideologischen Konsequenzen ein und derselben Ontologiekonzeption darstellen, kann seine Philosophie mit dem Etikett „dialektischer Rationalismus“ versehen werden.

### Wirkung und Rezeption
In den Jahren seiner Anstellung als Assistent bei Arnold Gehlen von 1935 bis zu seiner Emigration 1937 nahm Günther Einfluss auf die dortige Philosophie, insbesondere auf die Leipziger Schule und seine jüngeren Freunde Arnold Gehlen und Helmut Schelsky. Er sollte einen Lehrstuhl an der Universität Jena erhalten, verweigerte jedoch den Eid auf den Führer und musste emigrieren.
1955 wurde Gotthard Günther auf Initiative seines Freundes Helmut Schelsky und C. F. von Weizsäckers eingeladen, an der Universität Hamburg eine Vorlesung zu halten, mit dem Ziel, Günthers Wiedereingliederung in das akademische Leben Deutschlands zu ermöglichen. Außerhalb des Rahmens seiner Vorlesung hielt er einen allgemeinen Vortrag vor den Mitgliedern der Philosophischen Fakultät mit dem Thema „Die philosophische Bedeutung der Kybernetik“. Wie Günther selbst sagte, hatte er sich damit in einen „unversöhnlichen Gegensatz zum akademischen Zeitgeist“ gesetzt. Hegelianer aller Spielarten begegneten ihm mit freundlicher Verständnislosigkeit und moderne Logiker nahmen sein Werk nicht zur Kenntnis.
1961 bis 1972, in seiner Zeit am BCL in Urbana nahm Gotthard Günther durch seine Arbeiten zu Logik und Stellenwerttheorie Einfluss auf die Entwicklung der so genannten Kybernetik zweiter Ordnung.
Günthers 1957 in der ersten Auflage und 1962 in der zweiten Auflage erschienenes bekanntestes Werk „Das Bewusstsein der Maschinen – Eine Metaphysik der Kybernetik“ erfährt eine Rezeption in den Kreisen der 68er-Bewegung. Der Veröffentlichung folgte eine lebhafte internationale Diskussion unter Kybernetikern in Ost und West, u. a. Karl Steinbuch, Max Bense, Helmar Frank, Georg Klaus.
Die 1968 erschienene und von scharfer Kritik geprägte Rezension von Habermas’ „Logik der Sozialwissenschaften“ mit dem Titel „Kritische Bemerkungen zur gegenwärtigen Wissenschaftstheorie“ wurde von Jürgen Habermas nicht wahrgenommen. Demgegenüber sah der Soziologe Walter L. Bühl in Günthers Argumentationsgang eine „überzeugende“ Begründung für das Ende der zweiwertigen Soziologie.
Der Sozialwissenschaftler Niklas Luhmann und vor allem dessen Schülerin Elena Esposito versuchten, neben der Kybernetik zweiter Ordnung auch das Werk Günthers, insbesondere die Polykontexturalitätstheorie, für die Systemtheorie nutzbar zu machen. Insofern genoss Gotthard Günther in der Soziologie eine gewisse Popularität, auch wenn der Günther reichlich zitierende Luhmann der Beobachtung Walter L. Bühls zufolge das Werk des Philosophen „in seinen wesentlichen Konstruktionselementen […] missdeutet“.
Eine (wiewohl in der Erziehungswissenschaft kaum rezipierte) bildungstheoretisch zentrale Bedeutung kam dem Denken Günthers in der transformatorischen Bildungstheorie Winfried Marotzkis zu. In seiner Habilitationsschrift „Entwurf einer strukturalen Bildungstheorie“ (1991) macht Marotzki ausgiebig Gebrauch von Günthers Entwurf mehrwertiger Logiken. Dabei wird in der dreiwertigen Logik der dritte Wert als Verweis auf offene Zukünftigkeit – und damit als Verweis auf Subjektivität innerhalb der Logik – verstanden, während im vier- und n-wertigen System Intersubjektivität tragen wird (ebd., S. 202). Günthers Begriff der Polykontexturalität erlaubt Marotzki (ebd., 213 ff.), das von ihm zuvor im Anschluss an Gregory Batesons Lernebenentheorie entwickelte Modell der Bildungsprozesse als Rahmungswechel logisch und ontologisch zu differenzieren und zugleich den bildungstheoretischen Anschluss an Georg Wilhelm Friedrich Hegel – vermittelt über Günters Begriff der Negation zweiter Ordnung – als zentrales Kriterium zur (auch empirischen) Identifikation von Bildungsprozessen herauszuarbeiten.
Eine starke, wenngleich nicht formallogische Rezeption erfuhr Günther im Werk des Sozial- und Sprachphilosophen Johannes Heinrichs, der sich in seiner Reflexions-Systemtheorie des Sozialen sowie in seinem allgemeinen Verständnis von Philosophie als Reflexionstheorie zu Günthers Grundgedanken bekennt. Heinrichs betrachtet sein Ausgehen von vier gleichursprünglichen Sinn-Elementen (Ich, Du, Es, Sinn-Medium, anstelle des traditionellen Subjekt-Objekt-Dualismus) sowie seine Methode der „dialektischen Subsumtion“ als eine nicht-formale Durchführung von logischer Mehrwertigkeit in Günthers Sinne. Weiterhin wurde Günther rezipiert in den Werken der Soziologen Arno Bammé, Lars Clausen und Elke M. Geenen.
Eine tiefer gehende soziologische Rezeption der am BCL geleisteten Grundlagenforschung im Allgemeinen und der Arbeiten von Günther im Besonderen findet sich im Werk des Soziologen Peter M. Hejl.

Der Philosoph und Mathematiker Rudolf Kaehr, der bei Gotthard Günther promoviert hatte, setzte die logischen und kalkültechnischen Arbeiten Günthers fort. Ihm gebührt auch das Verdienst, die Werke Gotthard Günthers und Jacques Derridas zueinander in Beziehung gebracht zu haben. Derridas Kritik des Phonologozentrismus gebe 

„[…] einen Zugang zu den Arbeiten Günthers, der in seinen reflexionstheoretischen Untersuchungen sehr lange am Primat der Rede festhielt, obwohl er faktisch in seinen logischen Formalisierungsschritten einen Primat der Schrift einleitete“

 In der Derridaschen Denkfigur der Différance sah Kaehr eine Struktur, die mit der Kenogrammatik in Einklang gebracht werden kann, und in der es darum geht, die Ermöglichungsbedingungen eines generellen Sprachrahmens zu notieren.
An deutschen Universitäten ist ein wachsendes Interesse an Gotthard Günthers Philosophie zu verzeichnen, so u. a. in den Seminaren Peter Sloterdijks.

### Schriften Gotthard Günthers
- Die logisch-methodischen Voraussetzungen zu Hegels Theorie des Denkens. Eduard Stichnote, Potsdam 1933 (Dissertation).
- Die Entdeckung Amerikas und die Sache der Weltraum-Literatur (Science Fiction), Düsseldorf (Karl Rauch-Verlag) 1952.
- Grundzüge einer neuen Theorie des Denkens in Hegels Logik. 2., mit neuem Vorwort erw. Auflage. Meiner, Hamburg 1978, ISBN 3-7873-0435-5 (Erstausgabe:  1933).
- Das Bewusstsein der Maschinen. Eine Metaphysik der Kybernetik. 3., erw. Auflage. Agis, Krefeld, Baden-Baden 2002, ISBN 3-87007-009-9 (Erstausgabe:  1957). Neuauflage mit einem Nachwort von Peter Trawny: Klostermann, Frankfurt 2021, ISBN 978-3-465-04564-9.
- Life As Poly-Contexturality. (vordenker.de [PDF; abgerufen am 19. April 2015]).
- Idee und Grundriss einer nicht Aristotelischen Logik. 2., durchges. Auflage. Meiner, Hamburg 1978, ISBN 3-7873-0392-8 (Erstausgabe:  1959).
  - Oskar Becker: Book Review: Idee und Grundriß einer nicht-Aristotelischen Logik. 1. Band: Die Idee und ihre philosophischen Voraussetzungen. In: Hegel Studien. Band 2, 1963, S. 322–325 (vordenker.de [PDF; 15 kB; abgerufen am 19. April 2015]).
- Number and Logos – Unforgettable Hours with Warren S. McCulloch. In: R. Kaehr, A. Ziemke (Hrsg.): Realitäten und Rationalitäten, Selbstorganisation, Jahrbuch für Komplexität in den Natur-, Sozial- und Geisteswissenschaften. Band 6. Duncker & Humblot, Berlin 1995, S. 318–348 (vordenker.de [PDF; abgerufen am 19. April 2015]).
- Beiträge zur Grundlegung einer operationsfähigen Dialektik. Meiner, Hamburg (Erster Band 1976. Zweiter Band 1979. Dritter Band 1980).
- Selbstdarstellung im Spiegel Amerikas. In: L. J. Pongratz (Hrsg.): Philosophie in Selbstdarstellungen II. Meiner, Hamburg 1975, S. 1–76.
- Identität, Gegenidentität und Negativsprache. Vortrag auf dem Internationalen Hegel-Kongress, Belgrad 1979. In: Hegeljahrbücher 1979. S. 22–88 (vordenker.de [PDF; abgerufen am 19. April 2015]).
- Lebenslinien der Subjektivität. Kybernetische Reflexionen. Originaltonaufnahmen 1965–1984, hrsg. v. Bernhard Mitterauer u. Klaus Sander, supposé, Köln 2000, ISBN 978-3-932513-14-5
- Die Amerikanische Apokalypse. Ein Kollektivpseudonym der Klagenfurter Wissenschaftlergruppe um Arno Bammé. In: Kurt Klagenfurt (Hrsg.): Technik- und Wissenschaftsforschung. Band 36. Profil, München, Wien 2000, ISBN 3-89019-496-6.
- Dieter von Reeken (Hg.): Gotthard Günther. Science Fiction als Metaphysik? Einleitung und Kommentare zu den vier »Rauchs Weltraum-Büchern« (1951/52). Nachwort von Franz Rottensteiner (mit einem Beitrag von Rainer Eisfeld), 2. Aufl. Lüneburg (Dieter von Reeken Verlag) 2016. ISBN 978-3-945807-06-4

### Periodikum
- Zeitschrift Grundlagenstudien aus Kybernetik und Geisteswissenschaft. Verlag Schnelle, Quickborn. (Gotthard Günther war Mitherausgeber, weitere Herausgeber waren: Max Bense, Felix von Cube, Gerhard Eichhorn, Helmar Frank, Abraham Moles, Elisabeth Walther. Erscheinungsweise: Vier Hefte bilden einen Jahresband, zusätzlich ein Beiheft, erstmals 1960.)

### Schriften, konzeptionelle Weiterentwicklung der Polykontexturalitätstheorie
Anmerkung: Hier sind nur Publikationen gelistet, die sich explizit mit der Weiterentwicklung der Polykontexturalitätstheorie befassen.
- Rudolf Kaehr: Materialien zur Formalisierung der dialektischen Logik und der Morphogrammatik 1973–1975. Anhang. In: Idee und Grundriss einer nicht-Aristotelischen Logik. 2. Auflage. Meiner, Hamburg 1978 (vordenker.de [PDF; abgerufen am 20. Oktober 2015]).
- Engelbert Kronthaler: Grundlegung einer Mathematik der Qualitäten. Lang, Frankfurt am Main 1986, ISBN 3-8204-9168-6.
- Thomas Mahler, Rudolf Kaehr: Morphogrammatik – Eine Einführung in die Theorie der logischen Form. (PDF, 1,2 MB) Arbeitsbericht des Forschungsprojektes: Theorie komplexer biologischer Systeme – Autopoiesis und Polykontexturalität: Formalisation, Operativierung und Modellierung. (Wettbewerb Biowissenschaften, Volkswagenstiftung). Abgerufen am 11. Oktober 2021.
- Rudolf Kaehr: Disseminatorik – Zur Logik der "Second order cybernetics". (PDF, 577 kB) originally published in: "Kalkül der Form" (Dirk Baecker, Hg.), Frankfurt a. M., 1993, S. 152–196. Abgerufen am 11. Oktober 2021.
- Rudolf Kaehr: Skizze eines Gewebes rechnender Räume in denkender Leere. (PDF, 1,2 MB) Abgerufen am 11. Oktober 2021.
- Rudolf Kaehr: Derrida’s Machines. (PDF, 1,9 MB) ThinkArtLab, Glasgow 2004. Abgerufen am 11. Oktober 2021.